# Sarcophages d'Hélène et de Constantine
Les sarcophages d'Hélène et de Constantine sont deux sarcophages en porphyre du IVe siècle exposés au musée Pio-Clementino du Vatican à Rome.

## Sarcophage d'Hélène

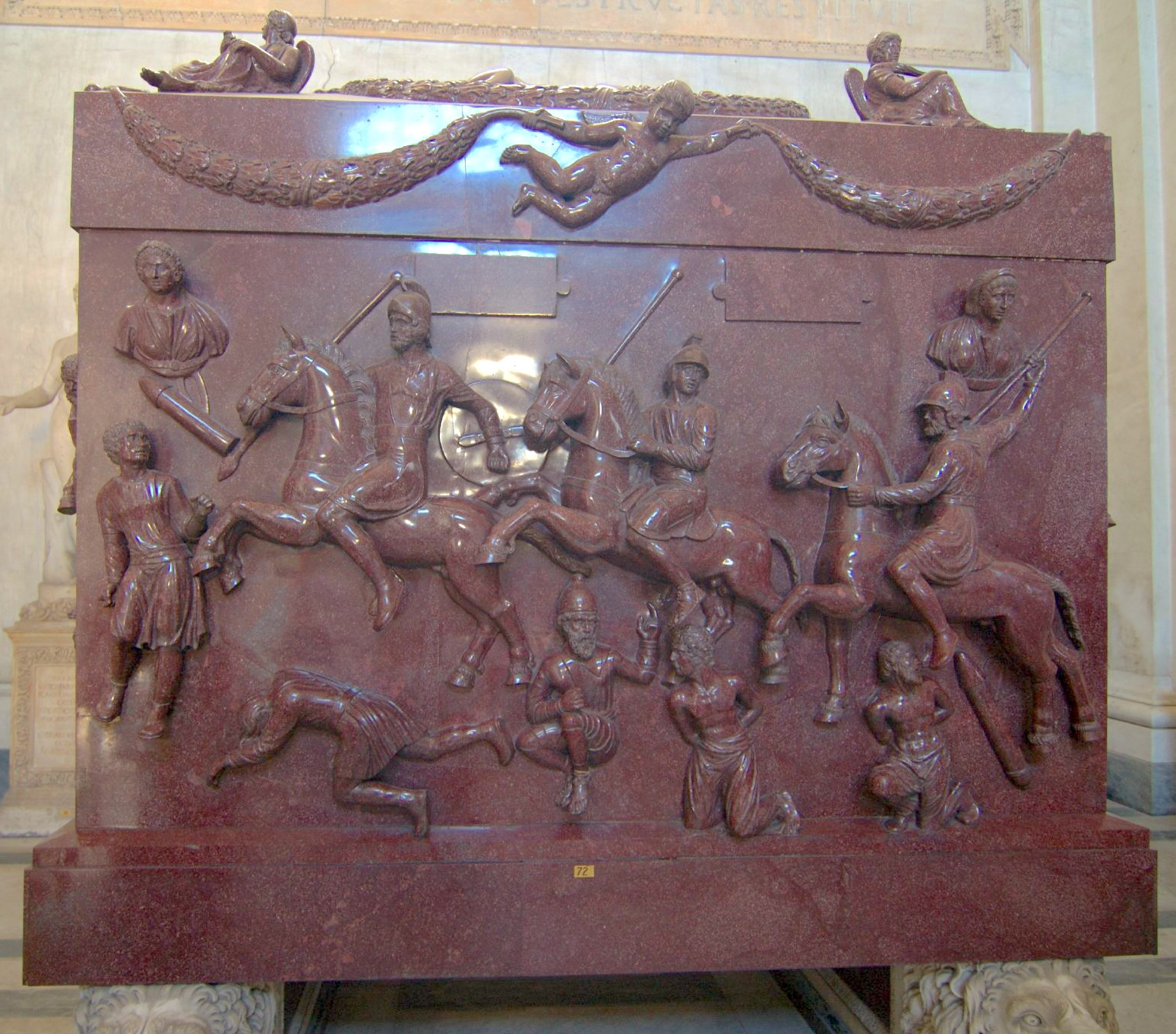
Sarcophage d'Hélène.

Le sarcophage d'Hélène est un cercueil de porphyre rouge dans lequel sainte Hélène, mère de l'empereur romain Constantin Ier, fut enterrée à sa mort en 329. Le sarcophage, vidé de son contenu depuis des siècles, a été retiré du mausolée d'Hélène à Tor Pignatarra, situé à l'extérieur de la ville fortifiée de Rome, pour être finalement transféré dans les musées du Vatican au XVIIIe siècle. Il se trouve à présent dans la Sala a Croce Greca du musée Pio-Clementino du Vatican.
Le sarcophage est sculpté dans du porphyre égyptien qui est un matériau utilisé uniquement pour les plus beaux monuments impériaux byzantins. Il est à noter que l'imagerie sculptée représente la cavalerie romaine victorieuse chevauchant au-dessus de barbares capturés. Il reste un doute sur le fait que de telles images aient pu être destinées au sarcophage d’une chrétienne très religieuse. Un sarcophage déjà existant aurait-il pu être réutilisé pour son enterrement ? Cela semble improbable, car Hélène, en tant que mère de l'empereur, était probablement tenue suffisamment en haute estime pour qu'un sarcophage soit réalisé spécialement pour elle.

## Sarcophage de Constantine

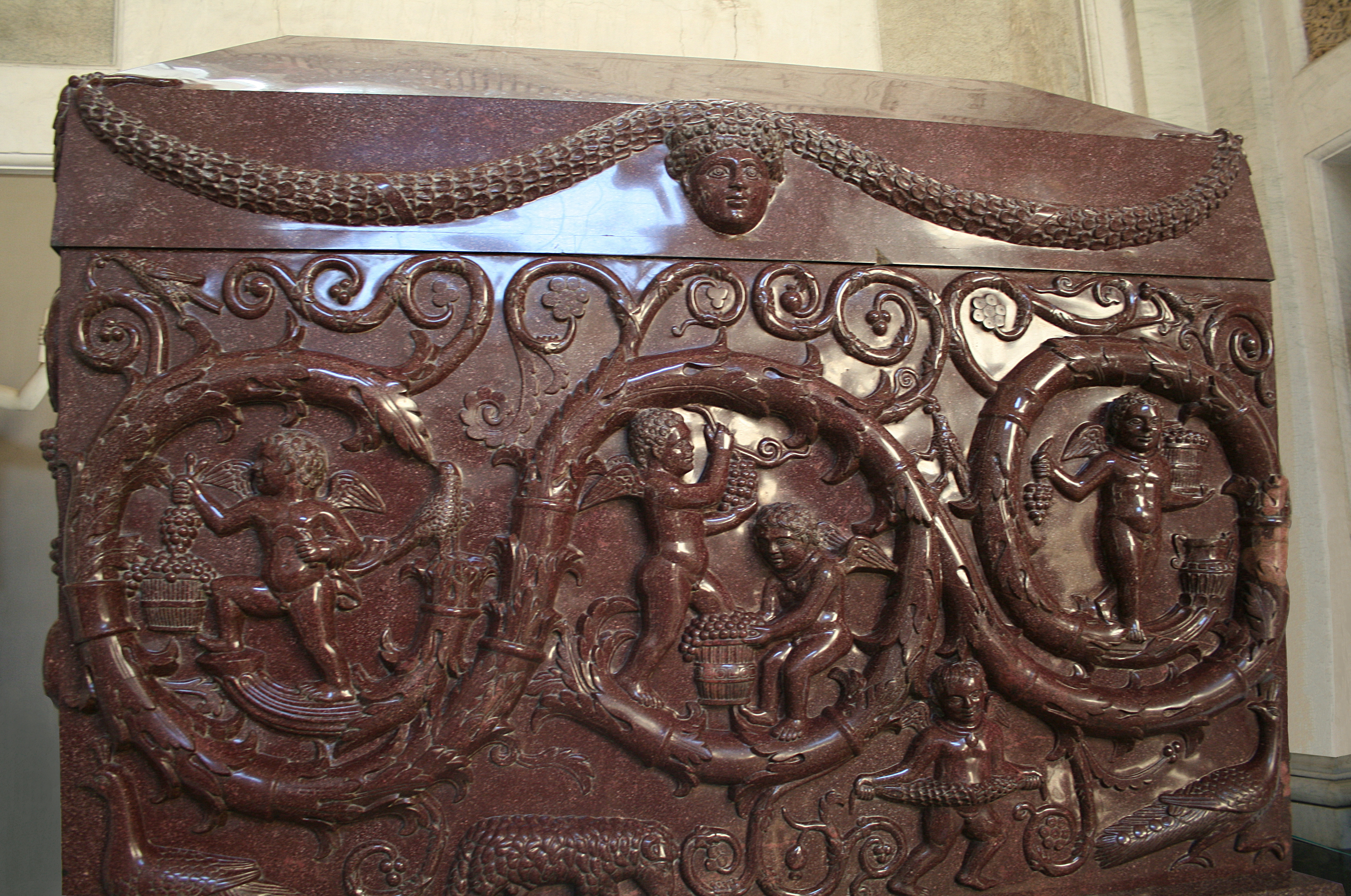
Sarcophage de Constantine (340 apr. J.-C.).

Dans la même salle se trouve le sarcophage de Constantine, réalisé lui aussi en porphyre. Il abritait autrefois le corps de Constantine ou Constance, fille de Constantin Ier (mort en 354). Il se trouvait auparavant dans son mausolée de la via Nomentana, lequel devint l'église Santa Costanza en 1254, et se trouve à présent dans ce musée. La décoration est une représentation semi-païenne de plusieurs cupidons récoltant du raisin pour faire du vin lors de vendanges consacrées à Dionysos. Ce fut interprété comme une référence chrétienne primitive à l'Eucharistie.

## Source
- (en) Cet article est partiellement ou en totalité issu de l’article de Wikipédia en anglais intitulé « Sarcophagi of Helena and Constantina » (voir la liste des auteurs).